# بيدرو غارسيا
بيدرو غارسيا (بالإسبانية: Pedro García Barros)‏ (3 أبريل 1946 سانتياغو تشيلي - ) هو لاعب كرة قدم تشيلي، يلعب كلاعب وسط.

## مسيرته

### مسيرته مع المنتخبات الوطنية
- 1967 - 1967 لعب مع منتخب تشيلي لكرة القدم مباراتين.

### مسيرته مع الأندية
- 1971 - 1972 لعب مع كولو-كولو مباراة.

## روابط خارجية
- بيدرو غارسيا على موقع ناشيونال فوتبول تيمز (الإنجليزية)
- بيدرو غارسيا على موقع عالم كرة القدم.نت (الإنجليزية)